# Castle Combe

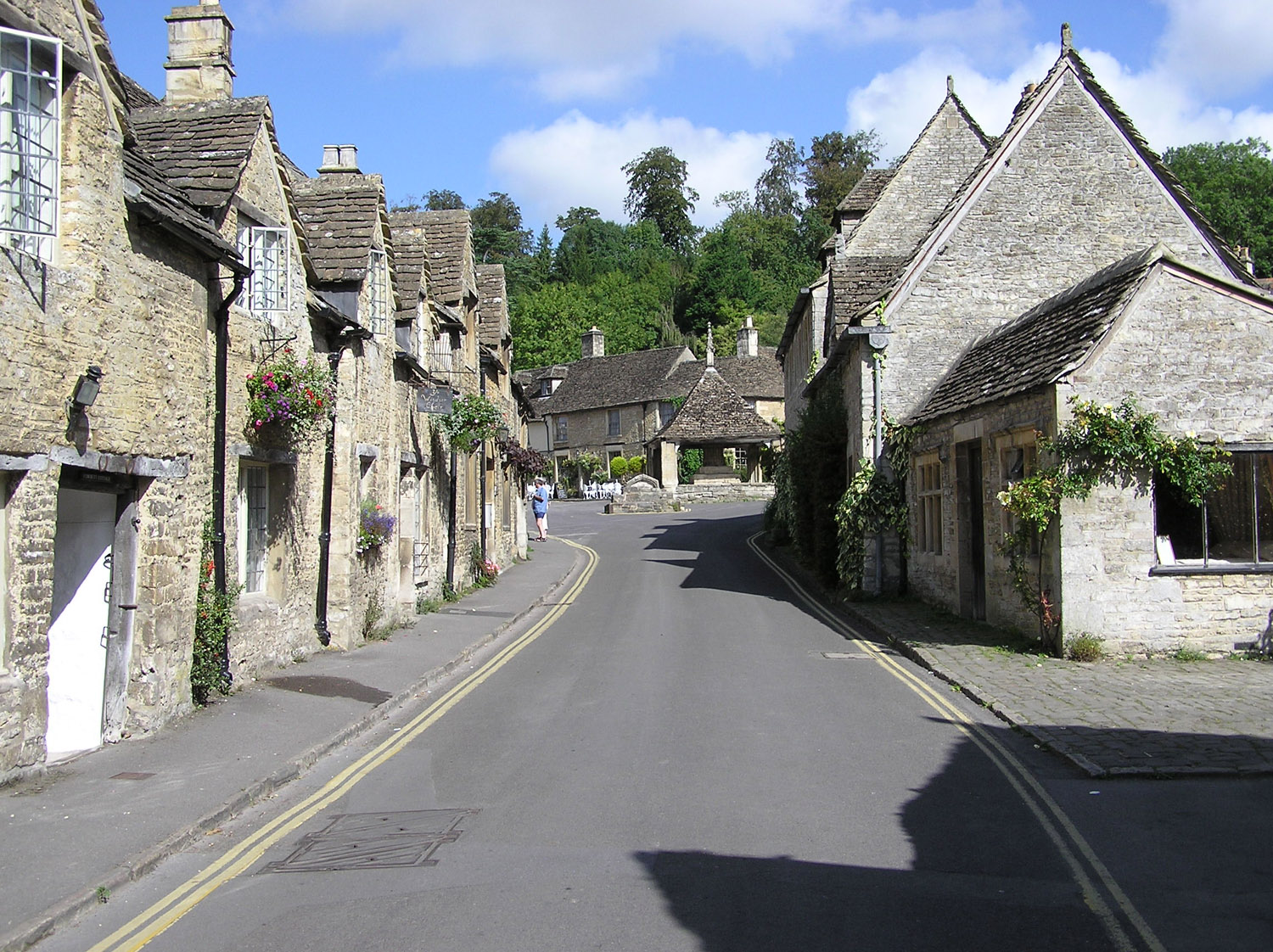
La rue principale avec la croix du marché au bout.

Castle Combe est un petit village anglais situé dans le comté de Wiltshire. Il est connu pour son architecture restée très peu changée depuis la Première Guerre mondiale, ce qui lui vaudra d'être le lieu de tournage de Cheval de guerre, film de Steven Spielberg sorti en 2011 retraçant l'histoire d'un jeune homme et de son cheval enrôlés dans l'armée. Ainsi que le film Stardust en 2006 avec Sienna Miller, Robert DeNiro et Michelle Pfeiffer. Et encore, sous le nom de King’s Abbot, l’un des lieux de tournage de l’épisode Le Meurtre de Roger Ackroyd dans la série Hercule Poirot réalisé pour la chaîne ITV en 2000. 